# Ixodia
Ixodia är ett släkte i familjen bulbyler inom ordningen tättingar. Arterna i släktet placeras traditionellt i Pycnonotus, men genetiska studier visar att Pycnonotus är polyfyletiskt och bör därför delas upp i flera släkten. Flera taxonomiska auktoriteter har följt dessa rekommendationer, bland annat International Ornithological Congress (IOC) som placerar följande arter i Ixodia:
- Glasögonbulbyl (I. erythropthalmos)
- Gråbukig bulbyl (I. cyaniventris)
- Fjällbröstad bulbyl (I. squamata)

Andra inkluderar dessa istället i Rubigula.